# Uroš Krek (obramboslovec)
Uroš Krek, slovenski obramboslovec in politik, * 30. avgust 1966.
V 9. vladi RS je bil državni sekretar na obrambnem ministrstvu (2009–11), od 14. januarja 2011 pa je bil generalni sekretar Urada predsednika republike Danila Türka.
Vlogo generalnega sekretarja Urada predsednika Republike Slovenije opravlja tudi v mandatu predsednice Nataše Pirc Musar.
Krek je bil eden od častnikov TO RS, ki so 26. junija 1991 prvič javno dvignili zastavo Slovenije na ljubljanskem Trgu republike.